# 高背蝙蝠魚
高背蝙蝠魚，為輻鰭魚綱鮟鱇目棘茄魚亞目棘茄魚科的其中一種，分布於西大西洋南美洲西北部至亞馬遜河河口海域，屬底棲性魚類，棲息深度15-172公尺，體長可達13.4分，棲息在沙泥底質水域，生活習性不明。

## 扩展阅读
維基物種上的相關：高背蝙蝠魚